# Robbie Brightwell
Robert "Robbie" Brightwell, född 27 oktober 1939 i Rawalpindi i dåvarande Brittiska Indien (nu i Pakistan), död 6 mars 2022, var en brittisk friidrottare inom kortdistanslöpning.
Brightwell blev olympisk silvermedaljör på 4 x 400 meter vid sommarspelen 1964 i Tokyo.